# Alte Burg (Lipporn)
Die Alte Burg oder Alteburg, später auch Burg Löpern genannt, ist die Ruine einer Spornburg bei der Ortsgemeinde Lipporn im Rhein-Lahn-Kreis in Rheinland-Pfalz.

## Lage
Die Ruine der Burg liegt bei Lipporn am Ende eines schroffen 335 m ü. NHN hohen Bergsporns über dem Werkerbachtal in der Nastätter Gemarkung, etwa 700 m entfernt von der Lipporner Schanze.
Die Alte Burg (Alteburg) war vermutlich im 11. Jahrhundert Stammsitz der Vorfahren der Grafen von Nassau und diente der Sicherung von Handelswegen. Von der ehemaligen Burganlage sind nur noch geringe Reste einer Ringmauer und eines rechteckigen Bergfrieds zu sehen.